# Copa Intercontinental de la FIBA
La Copa Mundial de Clubs de Bàsquet, també denominada Copa Intercontinental de bàsquet, o Copa Intercontinental de la FIBA és una competició organitzada per la FIBA, FIBA Americas i Eurolliga, que enfronta els millors clubs del món afiliats a la FIBA (això exclou als equips professionals nord-americans de l'NBA).

## Història
La primera competició es va celebrar a Madrid, el gener de 1966, amb el nom de I Copa Intercontinental. Van participar-hi 4 equips: va quedar campió l'Ignis Varese (Itàlia), segon el Corinthians (Brasil), tercer el Reial Madrid (Espanya), i en quarta posició el Jamaco Saint Chicago (Estats Units). L'any anterior ja s'havia organitzat un campionat d'exhibició a São Paulo entre els campions Corinthians i Reial Madrid. Corinthians guanyà 118 a 109.
El 1973 adoptà el nom Copa Intercontinental William Jones, en honor del secretari de la FIBA William Jones. Fins al 1987 enfrontà als millors clubs europeus i americans amb un mínim de 4 participants. Entre 1987 i 1999 la competició fou substituïda per l'Open McDonald's. El 1996 renasqué amb la participació dels campions de la Eurolliga i la Lliga sud-americana.
L'agost de 2013, amb un acord entre Eurolliga, FIBA Americas, i FIBA, recrearen la competició per enfrontar el campió de l'Eurolliga i el de la FIBA Americas League. El 2016 canvià de nou de format, passant a ser disputada pel campió de la FIBA Europa Cup, quarta competició europea.
Hi ha plans per incloure en la competició els campions d'Àfrica, Àsia i Oceania.

## Evolució del nom
- Copa Intercontinental FIBA: (1966–1980)
- Copa Intercontinental de seleccions nacionals: (1972)
- Copa Mundial de Clubs FIBA: (1981)
- Copa Intercontinental FIBA: (1982–1984)
- Copa Mundial de Clubs FIBA: (1985–1987)
- Copa Intercontinental FIBA: (1996, 2013–present)

## Historial
| Any  | Campió                   | Segon                | Tercer                 | Quart                   | Resultat / Notes                |
| ---- | ------------------------ | -------------------- | ---------------------- | ----------------------- | ------------------------------- |
| 1965 | Corinthians              | Reial Madrid         | N/A                    | N/A                     | 118-109 / No oficial            |
| 1966 | Ignis Varese             | Corinthians          | Reial Madrid           | Chicago Jamaco Saints   | Final: 66-59 / 3r lloc: 112-96  |
| 1967 | Akron Goodyear Wingfoots | Ignis Varese         | Simmenthal Milano      | Corinthians             | Final: 78-72 / 3r lloc: 90-89   |
| 1968 | Akron Goodyear Wingfoots | Reial Madrid         | Simmenthal Milano      | Botafogo                | Final: 105-73 / 3r lloc: 82-54  |
| 1969 | Akron Goodyear Wingfoots | Spartak ZJŠ Brno     | Sírio                  | Reial Madrid            | Final: 84-71 / 3r lloc: 72-60   |
| 1970 | Ignis Varese             | Reial Madrid         | Corinthians            | Slavia VŠ Praha         | Lligueta de cinc equips         |
| 1971 | No es disputà            | No es disputà        | No es disputà          | No es disputà           | No es disputà                   |
| 1972 | NABL All-Stars           | Unió Soviètica       | Brasil                 | Polònia                 | Lligueta de quatre equips       |
| 1973 | Ignis Varese             | Sírio                | Vaqueros de Bayamón    | Jugoplastika            | Lligueta de cinc equips         |
| 1974 | Maryland Terrapins       | Ignis Varese         | Vila Nova              | Reial Madrid            | Lligueta de sis equips          |
| 1975 | Forst Cantù              | Amazonas Franca      | Reial Madrid           | Penn Quakers            | Lligueta de sis equips          |
| 1976 | Reial Madrid             | Mobilgirgi Varese    | Obras Sanitarias       | Amazonas Franca         | Lligueta de sis equips          |
| 1977 | Reial Madrid             | Mobilgirgi Varese    | Maccabi Elite Tel Aviv | Atlética Francana       | Lligueta de sis equips          |
| 1978 | Reial Madrid             | Obras Sanitarias     | Sírio                  | Mobilgirgi Varese       | Lligueta de cinc equips         |
| 1979 | Sírio                    | Bosna                | Emerson Varese         | Piratas de Quebradillas | Lligueta de cinc equips         |
| 1980 | Maccabi Elite Tel Aviv   | Atlética Francana    | Bosna                  | Reial Madrid            | Lligueta de cinc equips         |
| 1981 | Reial Madrid             | Sírio                | Clemson Tigers         | Atlética Francana       | Final: 109-83 / 3r lloc: 79-73  |
| 1982 | Ford Cantù               | Nashua EBBC          | Maccabi Elite Tel Aviv | Air Force Falcons       | Lligueta de sis equips          |
| 1983 | Obras Sanitarias         | Jollycolombani Cantù | Peñarol                | Monte Líbano            | Lligueta de sis equips          |
| 1984 | Banco di Roma Virtus     | Obras Sanitarias     | Sírio                  | FC Barcelona            | Lligueta de cinc equips         |
| 1985 | FC Barcelona             | Monte Líbano         | Cibona                 | San Andrés              | Final: 93-89 / 3r lloc: 109-82  |
| 1986 | Žalgiris                 | Ferro Carril Oeste   | Cibona                 | Corinthians             | Final: 84-78 / 3r lloc: 119-96  |
| 1987 | Tracer Milano            | FC Barcelona         | Cibona                 | Maccabi Elite Tel Aviv  | Final: 100-84 / 3r lloc: 106-96 |

| Any       | Campió             | Segon                    | Resultat               |
| --------- | ------------------ | ------------------------ | ---------------------- |
| 1996      | Panathinaikos      | Olimpia                  | 83-89 / 83-78 / 101-76 |
| 1997-2012 | No es disputà      | No es disputà            | No es disputà          |
| 2013      | Olympiacos         | Pinheiros Sky            | 81-70 / 86-69          |
| 2014      | Flamengo           | Maccabi Electra Tel Aviv | 66-69 / 90-77          |
| 2015      | Reial Madrid       | Bauru                    | 90-91 / 91-79          |
| 2016      | Guaros de Lara     | Fraport Skyliners        | 74-69                  |
| 2017      | Iberostar Tenerife | Guaros de Lara           | 76-71                  |

| Any  | Campió             | Segon                    | Tercer         | Quart                    | Resultat / Notes              |
| ---- | ------------------ | ------------------------ | -------------- | ------------------------ | ----------------------------- |
| 2019 | AEK Atenes         | Flamengo                 | CA San Lorenzo | Austin Spurs             | Final: 86-70 / 3r lloc: 77-59 |
| 2020 | Iberostar Tenerife | Segafredo Virtus Bologna | CA San Lorenzo | Rio Grande Valley Vipers | Final: 80-72 / 3r lloc: 96-90 |

## Palmarès
| Equip                           | Campió                      | Segon                       | Tercer                | Quart           |
| ------------------------------- | --------------------------- | --------------------------- | --------------------- | --------------- |
| Reial Madrid                    | 4 (1976, 1977, 1978 i 2015) | 2 (1965 i 1970)             | 2 (1966 i 1975)       | 2 (1969 i 1980) |
| Ignis/Mobilgirgi/Emerson Varese | 3 (1966, 1970 i 1973)       | 4 (1967, 1974, 1976 i 1977) | 1 (1979)              | 1 (1978)        |
| Akron Goodyear Wingfoots        | 3 (1967, 1968 i 1969)       |                             |                       |                 |
| Forst/Ford/Jollycolombani Cantù | 2 (1975 i 1982)             | 1 (1983)                    |                       |                 |
| Iberostar Tenerife              | 2 (2016 i 2020)             |                             |                       |                 |
| Corinthians                     | 1 (1965)                    | 1 (1966)                    | 1 (1970)              | 2 (1967 i 1986) |
| NABL All-Stars                  | 1 (1972)                    |                             |                       |                 |
| Maryland Terrapins              | 1 (1974)                    |                             |                       |                 |
| Sírio                           | 1 (1979)                    | 2 (1973 i 1981)             | 3 (1969, 1978 i 1984) |                 |
| Maccabi Elite Tel Aviv          | 1 (1980)                    | 1 (2014)                    | 2 (1977 i 1982)       | 1 (1987)        |
| Obras Sanitarias                | 1 (1983)                    | 2 (1978 i 1984)             | 1 (1976)              |                 |
| Banco di Roma Virtus            | 1 (1984)                    |                             |                       |                 |
| FC Barcelona                    | 1 (1985)                    | 1 (1987)                    |                       | 1 (1984)        |
| Žalgiris                        | 1 (1986)                    |                             |                       |                 |
| Tracer/Simmenthal Milano        | 1 (1987)                    |                             | 2 (1967 i 1968)       |                 |
| Panathinaikos                   | 1 (1996)                    |                             |                       |                 |
| Olympiacos                      | 1 (2013)                    |                             |                       |                 |
| Flamengo                        | 1 (2014)                    | 1 (2019)                    |                       |                 |
| Guaros de Lara                  | 1 (2016)                    | 1 (2017)                    |                       |                 |
| AEK Atenes                      | 1 (2019)                    |                             |                       |                 |
| Sírio                           |                             | 2 (1973 i 1981)             |                       |                 |
| Spartak ZJŠ Brno                |                             | 1 (1969)                    |                       |                 |
| Unió Soviètica                  |                             | 1 (1972)                    |                       |                 |
| Amazonas Franca                 |                             | 1 (1975)                    |                       | 1 (1976)        |
| Bosna                           |                             | 1 (1979)                    | 1 (1980)              |                 |
| Atlética Francana               |                             | 1 (1980)                    |                       | 2 (1977 i 1981) |
| Nashua EBBC                     |                             | 1 (1982)                    |                       |                 |
| Monte Líbano                    |                             | 1 (1985)                    |                       |                 |
| Ferro Carril Oeste              |                             | 1 (1986)                    |                       |                 |
| Olimpia                         |                             | 1 (1996)                    |                       |                 |
| Pinheiros Sky                   |                             | 1 (2013)                    |                       |                 |
| Bauru                           |                             | 1 (2015)                    |                       |                 |
| Fraport Skyliners               |                             | 1 (2016)                    |                       |                 |
| Segafredo Virtus Bologna        |                             | 1 (2020)                    |                       |                 |
| Brasil                          |                             |                             | 1 (1972)              |                 |
| Vaqueros de Bayamón             |                             |                             | 1 (1973)              |                 |
| Vila Nova                       |                             |                             | 1 (1974)              |                 |
| Clemson Tigers                  |                             |                             | 1 (1981)              |                 |
| Peñarol                         |                             |                             | 1 (1983)              |                 |
| Cibona                          |                             |                             | 3 (1985, 1986 i 1987) |                 |
| CA San Lorenzo                  |                             |                             | 2 (2019 i 2020)       |                 |
| Chicago Jamaco Saints           |                             |                             |                       | 1 (1966)        |
| Botafogo                        |                             |                             |                       | 1 (1968)        |
| Slavia VŠ Praha                 |                             |                             |                       | 1 (1970)        |
| Polònia                         |                             |                             |                       | 1 (1972)        |
| Jugoplastika                    |                             |                             |                       | 1 (1973)        |
| Penn Quakers                    |                             |                             |                       | 1 (1975)        |
| Piratas de Quebradillas         |                             |                             |                       | 1 (1979)        |
| Air Force Falcons               |                             |                             |                       | 1 (1982)        |
| Monte Líbano                    |                             |                             |                       | 1 (1983)        |
| San Andrés                      |                             |                             |                       | 1 (1985)        |
| Austin Spurs                    |                             |                             |                       | 1 (2019)        |
| Rio Grande Valley Vipers        |                             |                             |                       | 1 (2020)        |